# Mamurras

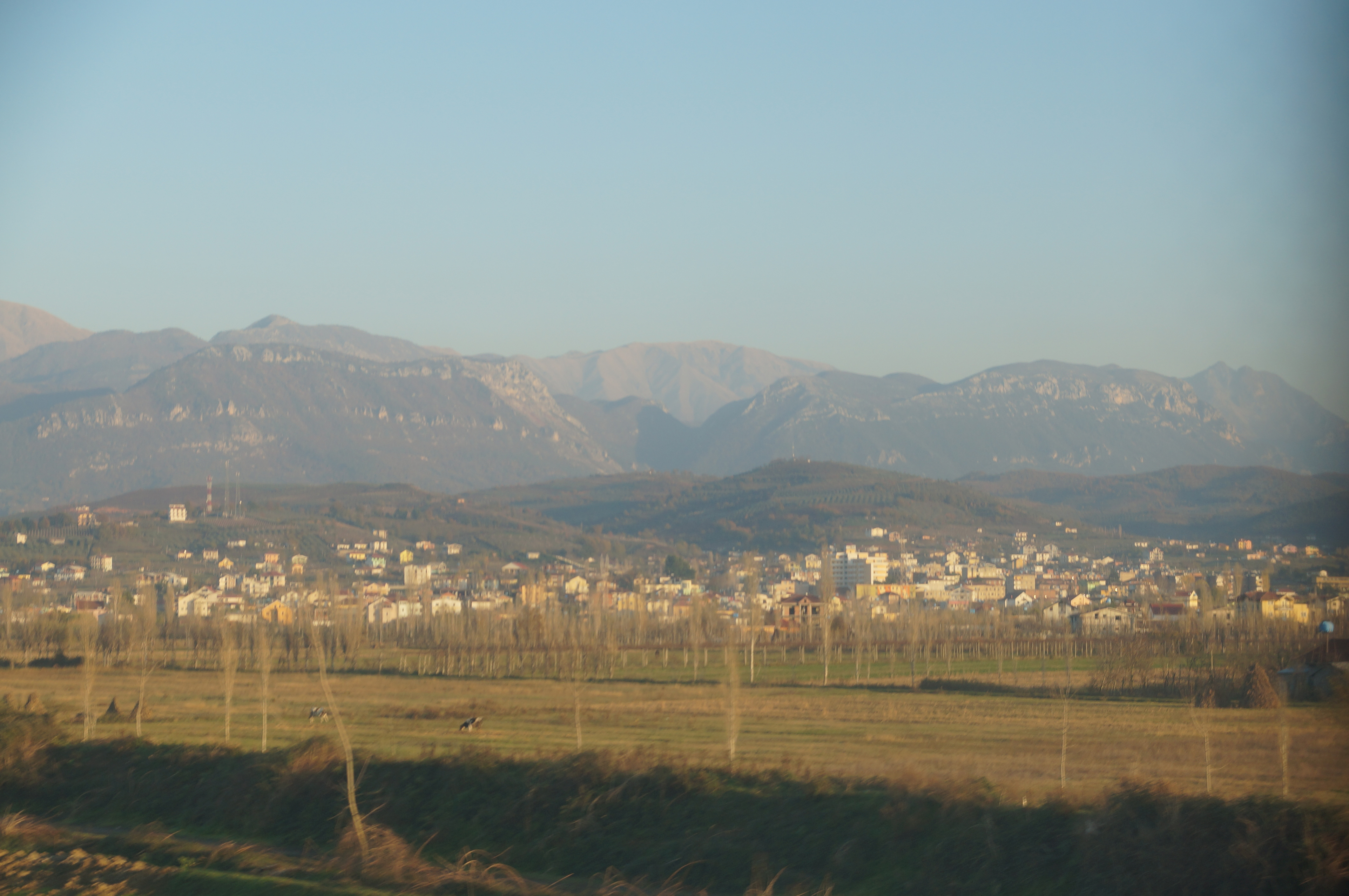
Mamurras und umliegende Berge

Mamurras (albanisch auch Mamurrasi) ist eine Kleinstadt in Nordalbanien mit rund 5000 Einwohnern. Der Ort liegt im Süden der Gemeinde Kurbin, südlich des Bezirkshauptorts Laç, nördlich von Kruja und rund 35 Kilometer nördlich der albanischen Hauptstadt Tirana. Mamurras liegt am Rande der albanischen Küstenebene. Im Osten erheben sich das Skanderbeggebirge zu fast 1000 Meter Höhe. Die Küste der Adria ist rund zehn Kilometer entfernt. 
Das Gebiet zwischen Küste und Berge war früher stark versumpft und wurde erst im 20. Jahrhundert trockengelegt. Rund um Mamurras erstreckten sich damals ausgedehnte Wälder, die bei Reisenden für die darin lagernden Räuberbanden berüchtigt waren. Heute erinnern nur noch Legenden an diese Wälder.
Bis 2015 bildete Mamurras zusammen mit sieben umliegenden Dörfern eine eigene Gemeinde (bashkia), seither eine Verwaltungseinheit (njësia administrative) in der Gemeinde Kurbin. Diese hat 11.442 Einwohner (Volkszählung 2023), wovon rund drei Fünftel in den Dörfern lebten. Bei der Volkszählung 2011 wurden 15.284 Einwohner erfasst. Wie andere ländliche, strukturschwache Regionen Albaniens ist Mamurras von starker Abwanderung betroffen.
Mamurras lag lange an der einzigen, durch die Küstenebene führende Straßenverbindung von Mittel- nach Nordalbanien. Im Jahr 2002 wurde in der Küsteneben die neue Schnellstraße SH1 erbaut, die ab 2009 zur Autobahn ausgebaut wurde. Die neue Trasse im Westen entlastet den Ort vom Durchgangsverkehr. Auch die Bahnstrecke Vora–Shkodra der Hekurudha Shqiptare passiert den Ort.